# روي جونسون
روي جونسون (بالإنجليزية: Roy Johnson) هو لاعب كرة قاعدة أمريكي، ولد في 23 فبراير 1903 في بريور كريك في الولايات المتحدة، وتوفي في 10 سبتمبر 1973 في تاكوما في الولايات المتحدة.

## وصلات خارجية
- روي جونسون على موقع جمعية أبحاث البيسبول الأمريكية (الإنجليزية)